# Janusz Palikot

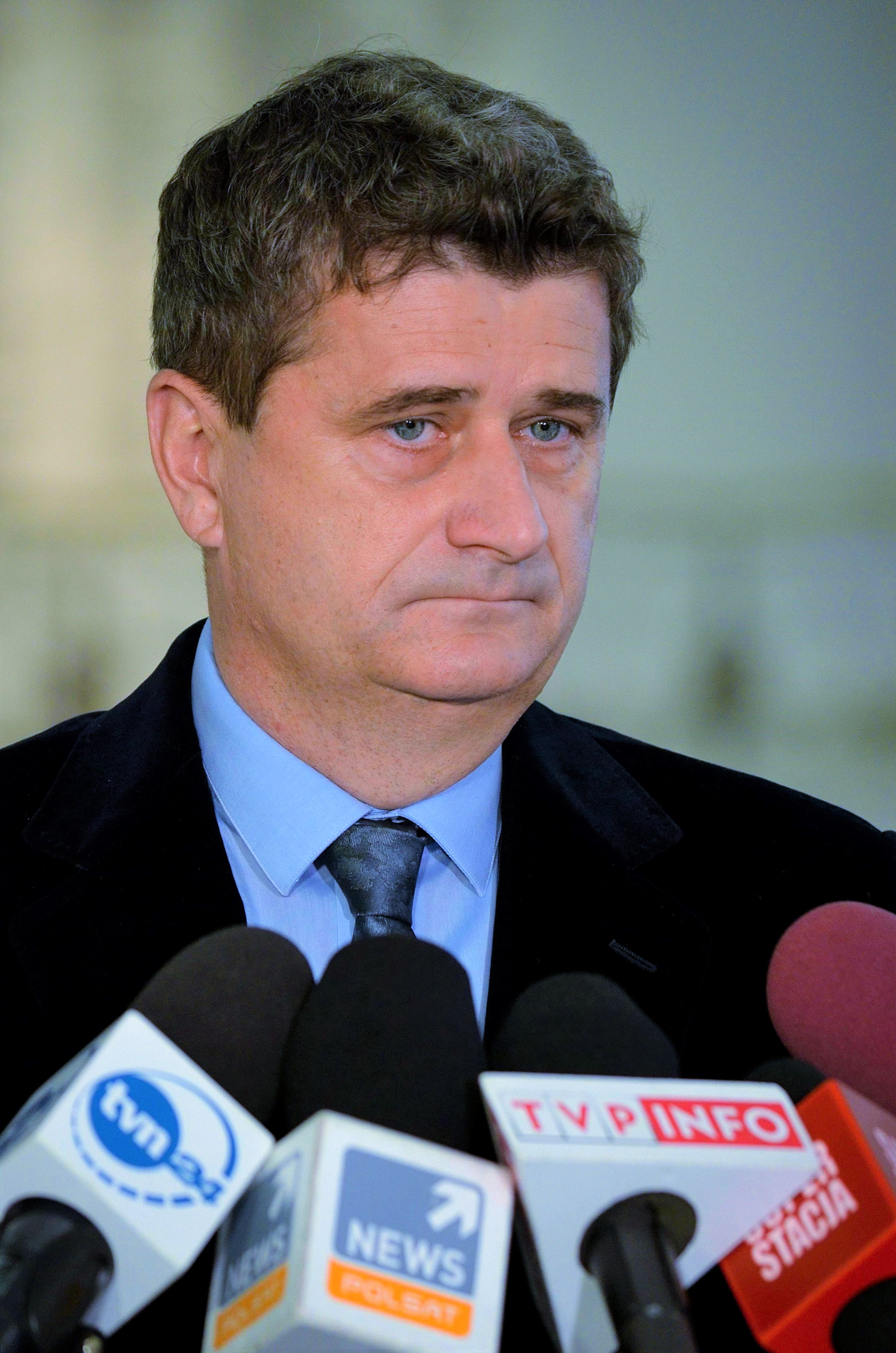
Janusz Palikot (2015)

Janusz Marian Palikot (Biłgoraj, 26 oktober 1964) is een Pools politicus en zakenman. Hij is de leider en oprichter van de Palikot-Beweging, die in 2011 voor het eerst aan de parlementsverkiezingen meedeed.
Palikot werd rijk als wodkahandelaar. Hij begon zijn politieke carrière bij het Burgerplatform en werd voor die partij lid van de Sejm in 2005. Hij werd een controversieel en kleurrijk politicus. Tijdens een persconferentie in 2007 haalde hij een pistool en een dildo tevoorschijn om een geval van verkrachting door politieagenten te illustreren. In 2010 verliet hij het Burgerplatform en richtte zijn eigen partij op, die bij verkiezingen in 2011 tien procent van de stemmen haalde. 
- Gemeinsame Normdatei: 1035654571
- International Standard Name Identifier: 0000 0000 7171 3180
- Library of Congress Control Number: n2011022123
- Nationale Bibliotheek van Polen: a0000001999977
- Réseau des bibliothèques de Suisse occidentale: 02-A025884339
- Système universitaire de documentation: 127700994
- Virtual International Authority File: 102083046
- WorldCat: E39PBJwxHVGVBcD6BB8mX3VBfq